# New Zealand Football Championship 2015-2016
Il campionato neozelandese di calcio 2015-2016 è stato il dodicesimo a disputarsi con questa formula (New Zealand Football Championship). 
Il Team Wellington ha conquistato il campionato per la prima volta nella sua storia.

## Squadre partecipanti
| Club                    | Città        | Stadio                |
| ----------------------- | ------------ | --------------------- |
| Auckland City           | Auckland     | Kiwitea Street        |
| Canterbury Utd          | Christchurch | English Park          |
| Hawke’s Bay Utd         | Napier       | Bluewater Stadium     |
| Southern United         | Dunedin      | Sunnyvale Park        |
| Team Wellington         | Wellington   | David Farrington Park |
| WaiBOP Utd              | Hamilton     | John Kerkhof Park     |
| Waitakere Utd           | Waitakere    | The Trusts Arena      |
| Wellington Phoenix Res. | Wellington   | David Farrington Park |

## Classifica finale
| # | Squadra                 | Pt | PG | V  | N | P  | GF | GS | DR  |
| - | ----------------------- | -- | -- | -- | - | -- | -- | -- | --- |
| 1 | Auckland City           | 38 | 14 | 12 | 2 | 0  | 43 | 12 | +31 |
| 2 | Hawke’s Bay Utd         | 30 | 14 | 9  | 3 | 2  | 29 | 16 | +13 |
| 3 | Team Wellington         | 27 | 14 | 8  | 3 | 3  | 36 | 21 | +15 |
| 4 | Canterbury Utd          | 26 | 14 | 8  | 2 | 4  | 28 | 23 | +5  |
| 5 | WaiBOP Utd              | 18 | 14 | 6  | 0 | 8  | 29 | 27 | +2  |
| 6 | Waitakere Utd           | 13 | 14 | 4  | 1 | 9  | 23 | 36 | -13 |
| 7 | Wellington Phoenix Res. | 7  | 14 | 2  | 1 | 11 | 24 | 46 | -22 |
| 8 | Southern United         | 3  | 14 | 1  | 0 | 13 | 11 | 42 | -31 |

## Finals series
|  | Semifinali | Semifinali      | Semifinali           |                      |               | Finale        | Finale | Finale |  |
|  |            |                 |                      |                      |               |               |        |        |  |
|  | 1          | Auckland City   | 2                    |                      |               |               |        |        |  |
|  | 1          | Auckland City   | 2                    |                      |               |               |        |        |  |
|  | 4          | Canterbury Utd  | 1                    |                      |               |               |        |        |  |
|  | 4          | Canterbury Utd  | 1                    |                      | Auckland City | Auckland City | 2      |        |  |
|  |            |                 |                      |                      | Auckland City | Auckland City | 2      |        |  |
|  |            |                 | Team Wellington(dts) | Team Wellington(dts) | 4             |               |        |        |  |
|  | 2          | Hawke’s Bay Utd | Team Wellington(dts) | Team Wellington(dts) | 4             | 1             |        |        |  |
|  | 2          | Hawke’s Bay Utd |                      |                      |               |               |        |        |  |
|  | 3          | Team Wellington | 3                    |                      |               |               |        |        |  |